# Crégols
Crégols é uma comuna francesa na região administrativa da Occitânia, no departamento de Lot. Estende-se por uma área de 18.35 km², e possui 76 habitantes, segundo o censo de 2018, com uma densidade de 4.1 hab/km².